# Marilla Guss
Marilla Guss (* 9. Juli 1963 in Melbourne) ist eine ehemalige australische Skirennläuferin.

## Karriere
Marilla Guss entstammt einer sportbegeisterten Familie. Ihre Brüder Antony und Alistair Guss waren ebenfalls als Skirennläufer aktiv.
1984 nahm Marilla Guss an den Olympischen Winterspielen in Sarajevo teil. In der Abfahrt belegte sie den 28. Platz, im Riesenslalom trat sie trotz einer ursprünglichen Meldung nicht zum Rennen an.
Dies waren zugleich ihre einzigen internationalen Auftritte als Skirennläuferin.

## Erfolge

### Olympische Winterspiele
- Sarajevo 1984: 28. Abfahrt, DNS Riesenslalom